# Мельник Сергій Васильович
Сергі́й Васи́льович Ме́льник (6 вересня 1974 — 22 березня 2016) — сержант Збройних сил України, учасник російсько-української війни.

## Життєпис
Народився 1974 року в селі Тополине (Високопільський район Херсонської області). Здобув базову середню освіту у Високопільській школі, навчався в Архангельському ПТУ; трудову діяльність розпочав трактористом у колгоспі ім. Шевченка. Пройшов строкову військову службу в лавах ЗСУ; демобілізувавшись, проживав у селі Князівка.
5 серпня 2015 року мобілізований; сержант, командир відділення з ремонту гусеничної техніки, 128-ма окрема гірсько-піхотна бригада.
22 березня 2016 року пізно увечері загинув під час обстрілу, який вели терористи з артилерійських систем РОП поблизу села Опитне (Ясинуватський район). Тоді ж загинув старший солдат Горкавчук Олег Віталійович.
25 березня 2016-го похований в селі Князівка Високопільського району.
Без Сергія лишилися батьки.

## Нагороди та вшанування
- указом Президента України № 132/2016 від 18 травня 2016 року «за особисту мужність і високий професіоналізм, виявлені у захисті державного суверенітету та територіальної цілісності України, вірність військовій присязі» — нагороджений орденом «За мужність» III ступеня (посмертно)[1].
- у січні 2017-го в смт Архангельське Високопільського району на будівлі професійного аграрного ліцею відкрито меморіальну дошку випускникам, котрі загинули під час війни, серед яких ім'я Сергія Мельника.